# Alternative Antriebstechnik
Der Begriff Alternative Antriebstechnik (Synonym „Alternative Antriebe“) umfasst Konzepte zum Antrieb von Fahrzeugen, die sich hinsichtlich Energieart oder konstruktiver Lösung von den auf dem Markt verbreiteten Antriebstechniken unterscheiden.
Mit solchen Techniken verbindet sich die Hoffnung, dass sich abzeichnende Probleme herkömmlicher Antriebe wie Umweltbelastung oder Erschöpfung fossiler Treibstoff-Quellen (Erdöl) lösen lassen. Eine Umstellung auf alternative Antriebe ist der Grundstein für eine Energiewende im Verkehr.

Verschiedene Kraftstoffpfade erfordern unterschiedliche Energiemengen um 100 km zu fahren. Von links nach rechts: Kohle zu Strom zu Elektroauto. Erneuerbare Energie (z. B. Wind oder Photovoltaik) zu batteriebetriebenem Elektroauto. Erneuerbare Energie zu Wasserstoff zu Wasserstoffauto. Erdöl zu Diesel zu Auto mit klassischem Verbrennungsmotor.

## Elektrifizierung des Antriebsstrangs

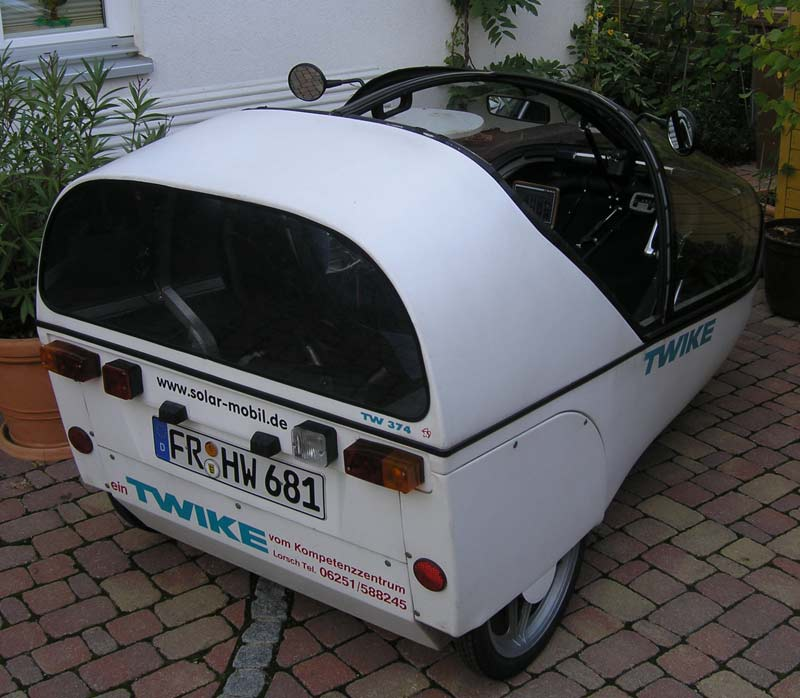
Ein TWIKE in Freiburg. Den TWIKE gibt es in zwei Antriebsvarianten: entweder als Mensch-Elektro-Hybrid-Fahrzeug oder als reines Elektromobil.

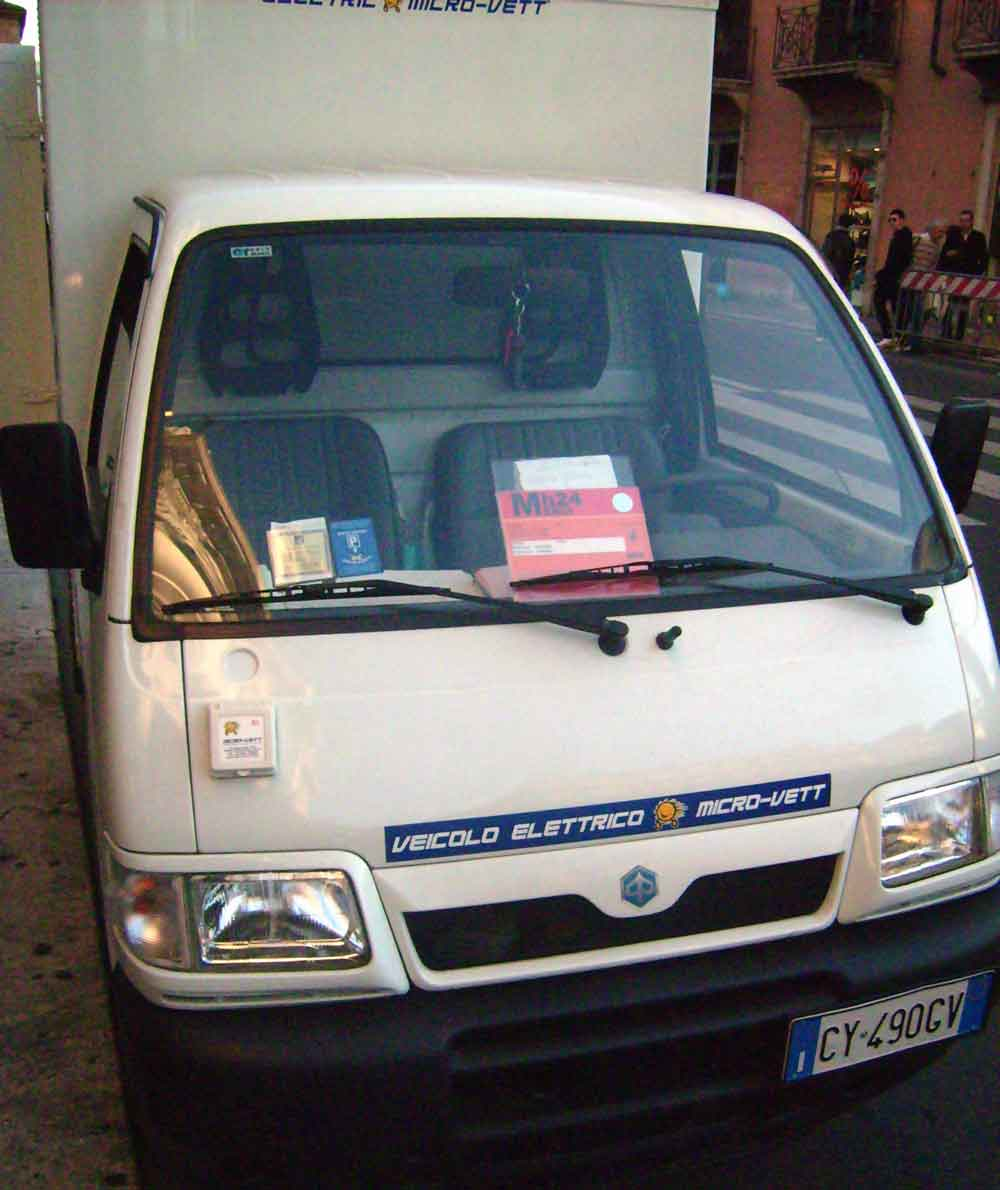
Elektro-Transporter Micro-Vett in Rom

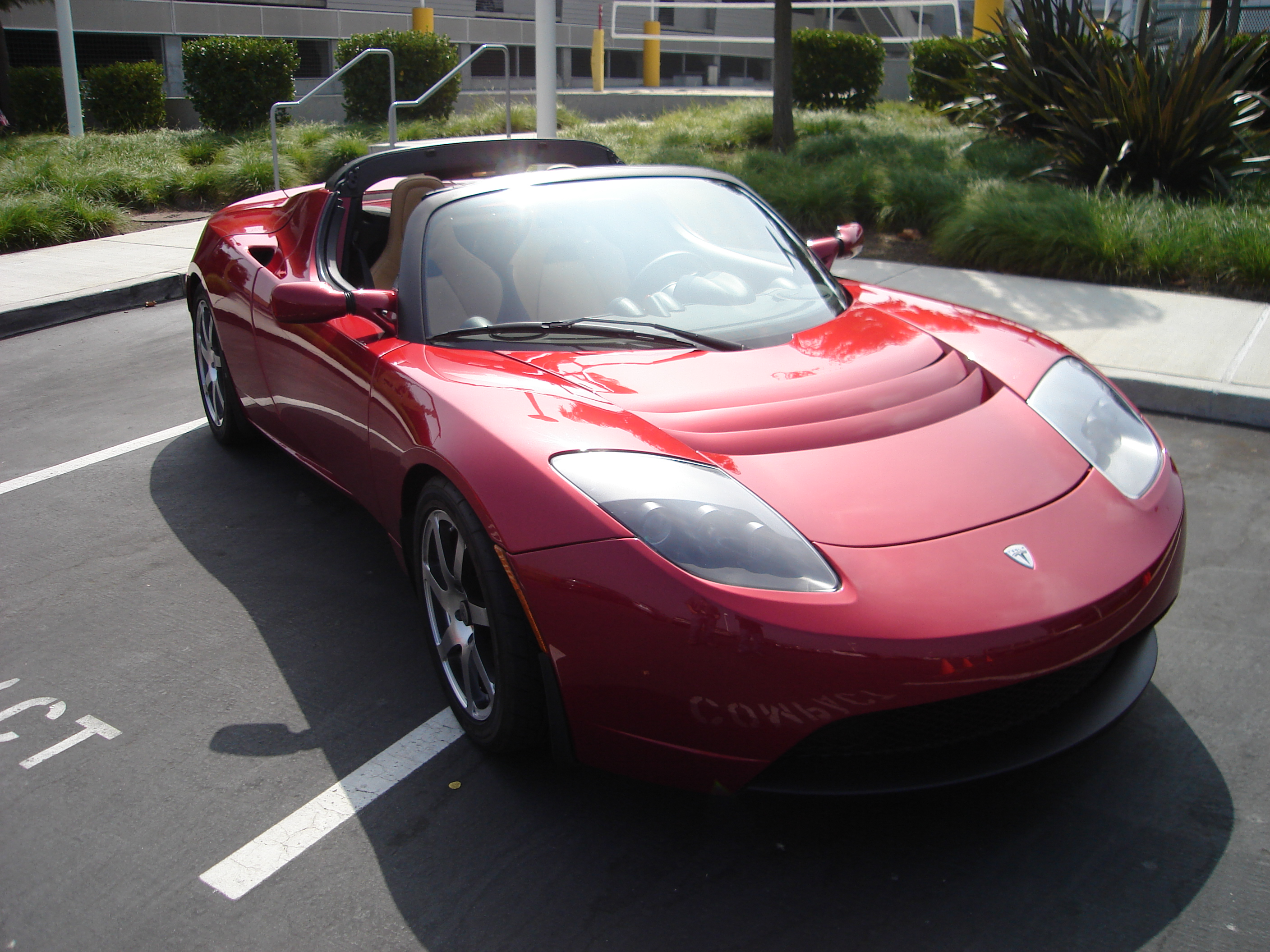
Der Tesla Roadster ist ein Elektroauto

Hier werden Antriebskonzepte behandelt, die im Wesentlichen aus einer Kombination aus konventionellen Antrieben mit Verbrennungsmotor sowie einem mehr oder weniger großen Anteil elektrischer Antriebskomponenten bestehen. In dem dargestellten Schema sind auch konventionelle Antriebe ohne elektrischen Anteil aufgenommen. Beim reinen Elektrofahrzeug sowie bei Brennstoffzellenfahrzeugen (oder Mischformen) ist zum Teil kein konventioneller Anteil mehr vorhanden.

### Hybridantrieb
Bei Hybrid-Fahrzeugen werden Energieumwandlung und Energieabgabe durch Energiespeicher zeitlich getrennt und/oder es werden zwei Energieumwandlungsmaschinen parallel benutzt (Elektromotor und Verbrennungskraftmaschine). Als Energiespeicher für den Elektroteil des Antriebs werden Akkumulatoren oder Doppelschichtkondensatoren benutzt.
Im Stadtverkehr, gekennzeichnet durch kleinere Fahrtstrecken, geringere Geschwindigkeiten sowie häufiges Beschleunigen und Abbremsen, hat der Hybridantrieb in der Regel Vorteile im Energieverbrauch. Beim Überlandverkehr, also eher längeren Fahrtstrecken bei höheren Geschwindigkeiten, wirkt sich ein Hybridantrieb eher als Nachteil für den Energieverbrauch aus, weil in diesem Modus ohnehin meist nur der Verbrennungsmotor läuft und der Hybridantrieb den Nachteil der höheren Masse mit sich bringt.
Beispiele für aktuell produzierte Hybridantriebe sind Toyotas Hybrid Synergy Drive und der Voltec-Antrieb von General Motors.

### Elektroantrieb
Elektrofahrzeuge beziehen die Energie zumeist aus mitgeführten Energiespeichern, die zuvor ausreichend betankt bzw. aufgeladen werden. Brennstoffzellen erzeugen elektrischen Strom direkt aus einem Kraftstoff. Solarfahrzeuge führen zumeist kleinere Energiespeicher mit und können zusätzlich durch mitgeführte Solarzellen Strom durch Sonnenenergie aufnehmen. Jedoch können nur sehr verbrauchsarme Fahrzeuge und Boote mit direkter Sonneneinstrahlung fahren, da für die meisten Fahrzeugen die benötigte Energie wesentlich höher ist, als der Ertrag aus mitgeführten Solarzellen (siehe auch Elektroauto, Elektromobilität).
Zu den Elektroantrieben gehören auch solche, deren Energie nicht in Form von Elektrizität gespeichert ist (etwa in einer Lithium-Ionen-Batterie), sondern in Form eines noch umzuwandelnden Kraftstoffs, beispielsweise Wasserstoff. Die Umwandlung würde in diesem Fall in einer Brennstoffzelle geschehen, die so gewonnene elektrische Energie würde dem Antrieb zur Verfügung gestellt werden. In dem Falle spricht man auch von einem Brennstoffzellenfahrzeug.

## Alternative Kraftstoffe mit herkömmlicher Verbrennungskraftmaschine

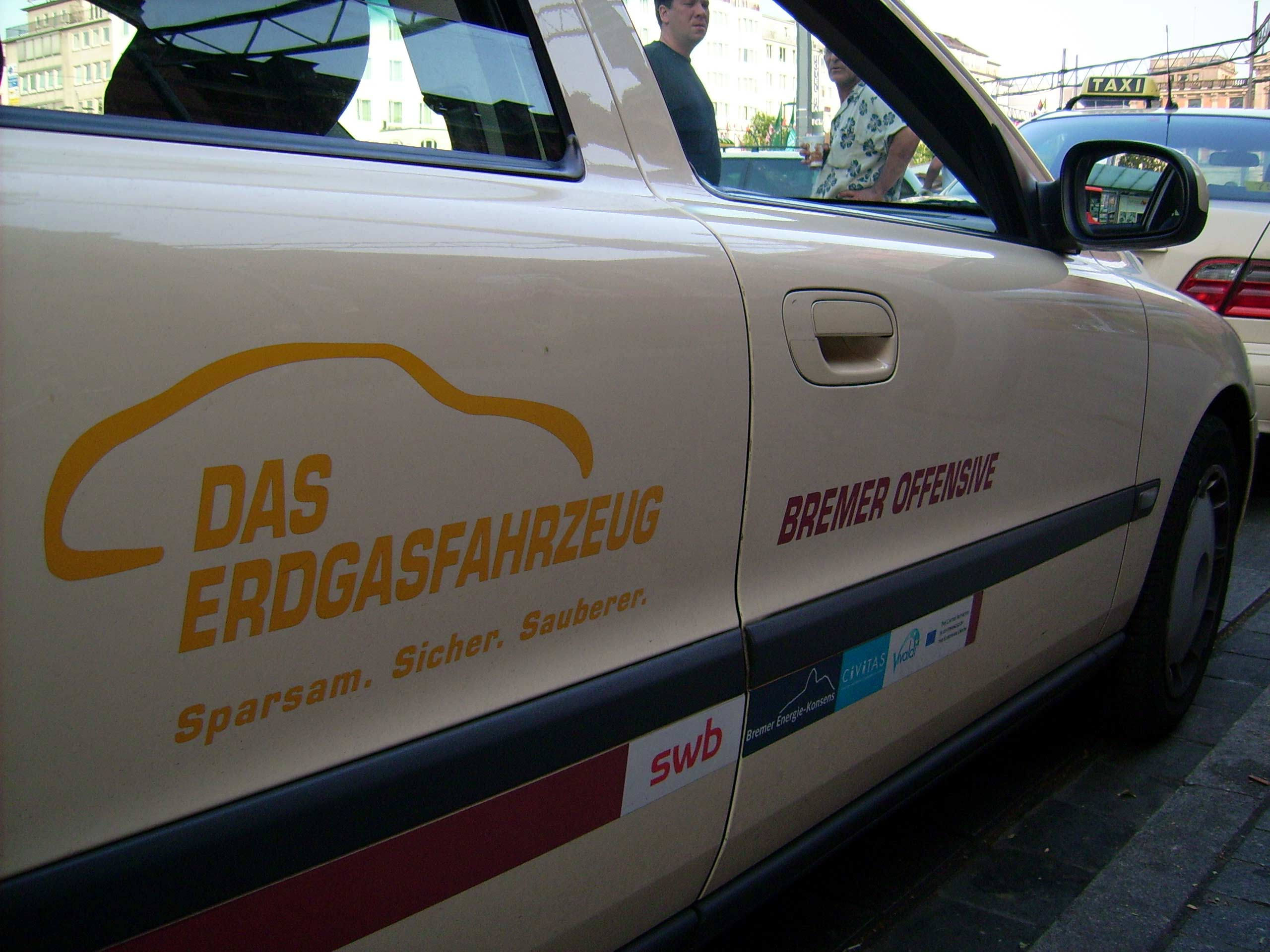
Erdgas-Taxi in Bremen

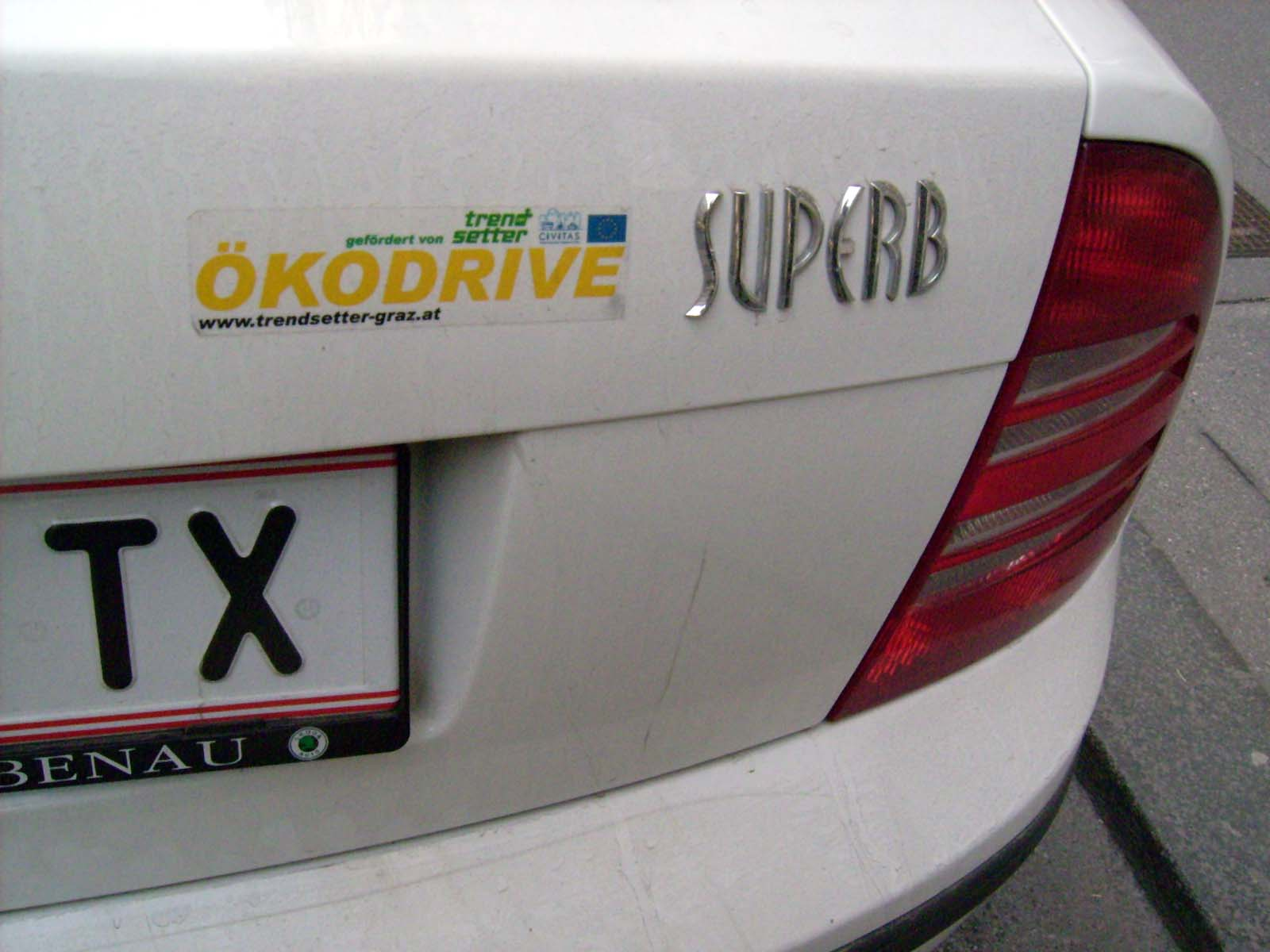
Biodiesel (RME)-Taxi in Graz

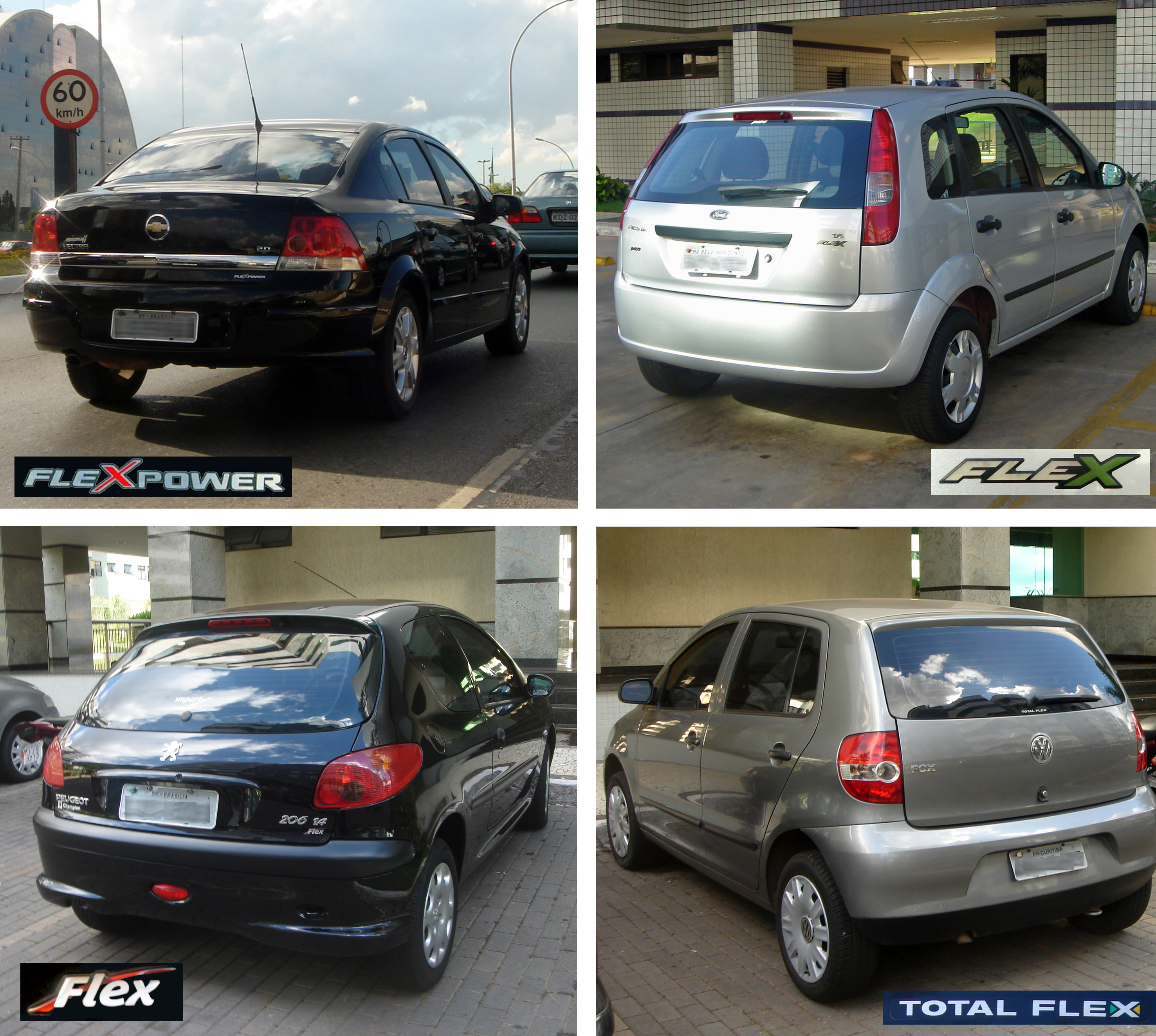
Vier typische brasilianische full flex-fuel-Modelle von verschiedenen Herstellern, umgangssprachlich als Flex-Auto bekannt. Diese Fahrzeuge laufen in beliebigem Gemisch mit Ethanol und Benzin.

Alternative Kraftstoffe können helfen, die Abhängigkeit von fossilen Kraftstoffen und die Netto-Emissionen von CO2 zu verringern. Die Effizienz ist besonders bei neuen Kraftstoffen noch verbesserbar, wodurch sich die Umweltbilanzen noch verschieben könnten.
Auch für den herkömmlichen Straßenverkehr mit konventionellen Verbrennungsmotoren werden bereits in großem Stile alternative Kraftstoffe eingesetzt, zumeist als Beimischung zum handelsüblichen Benzin oder Diesel. EU-weit werden zum herkömmlichen Benzin bis zu 10 % Ethanol beigemischt, zum herkömmlichen Diesel bis zu 7 % aus Biomasse gewonnenes umgeestertes Pflanzenöl (Biodiesel).
Auch alternative Kraftstoffe erfordern eine Anpassung der Kraftfahrzeugtechnik. Dies mag die Kraftstoffversorgung, die Speicherung im Auto, die Verbrennungskraftmaschine oder die Sicherheitseinrichtungen betreffen.
Wasserstoff
Wasserstoff eröffnet für den Ottomotor neue Potentiale durch seine sehr hohe Zündwilligkeit und Oktanzahl. Die Speicherung in Druckbehältern gilt heute technisch als gelöst. Eine Speicherung in flüssiger Form würde die Reichweite gegenüber der 700 bar Technik nicht mehr gravierend vergrößern. Flüssigtanks sind nicht mit längeren Stillständen vereinbar, da Wärmeübergang zum Verdampfen und nachfolgendem Abblasen des Wasserstoffs führt. → Siehe auch: Wasserstoffspeicherung
Biodiesel
Biodiesel ist bereits in Mengen am Markt, wird jedoch hauptsächlich als Beimischung verwendet.
Dieselmotoren können prinzipiell mit reinem Biodiesel arbeiten, die meisten Fahrzeuge sind aber nur für max. 10 bis 20 % freigegeben, da technische Probleme bei Dichtungen auftraten. Die Verdünnung des Motoröls ist ein weiteres Problem, ließe sich jedoch überwachen. Partikelfilter sind ebenso wie beim Dieselbetrieb einsetzbar.
Ethanol-Kraftstoff
Ethanol wird heute überwiegend in Additiven eingesetzt (ETBE). Besonders Multi-point Einspritzsysteme vertragen bereits jetzt bis zu 20 % Ethanol im Kraftstoff (E20), darüber hinaus sind so genannte Flexible Fuel Fahrzeuge nötig, die für die Verwendung von E85-Kraftstoff (85 % Ethanol, 15 % Super Plus) ausgelegt sind, aber auch mit reinem Benzin betrieben werden können. Es gibt Motoren, deren Leistung bei Verwendung von E85 anstelle Benzins um 20 % steigt. Steuergeräte zur Nachrüstung von Ottomotoren auf E85 befinden sich in der Entwicklung.
BtL-Kraftstoff
Synthetische Kraftstoffe versprechen weniger technische Probleme als Biodiesel im Motor und erlauben Zwitter aus Diesel und Otto-Prinzip. BtL-Kraftstoff wird im Gegensatz zu Biodiesel aus der ganzen Pflanze gewonnen und nicht nur aus den ölhaltigen Pflanzenteilen. Es hat daher eine breitere Rohstoffgrundlage als Biodiesel und ist daher nachhaltiger. Die Herstellung solcher Kraftstoffe erfolgt bisher noch in Pilotanlagen, sie sind daher noch nicht kostengünstig und nicht in großen Mengen verfügbar.
Erdgasfahrzeuge
Erdgas verursacht bei der Umsetzung einen geringeren Aufwand als Wasserstoff und ist wegen der geringen Kosten derzeit sehr beliebt, nicht zuletzt bei Städten wegen der vergleichsweise geringen Emissionen. Die Anpassung der Motoren birgt noch Potentiale: direkt einblasende hoch aufgeladene Ottomotoren kommen hinsichtlich Effizienz in die Nähe von Dieselmotoren. Besonders bivalente Motoren (Gas oder Benzin) sind weniger effizient. Erdgas wird durch Bohrungen gewonnen und ist damit genau wie Benzin und Diesel ein endlicher, fossiler Rohstoff. Da es theoretisch bis zu 25 % weniger CO2 und deutlich weniger Schadstoffe bei der Verbrennung freisetzt, gilt es als Übergangslösung hin zu nachhaltigeren Alternativen (z. B. Wasserstoff, Biogas).
Flüssiggas als Kraftstoff, Autogas
Als Flüssiggas werden Gase bezeichnet, die bei geringem Druck flüssig sind. Es handelt sich dabei um längerkettige Kohlenwasserstoffe wie Propan, Propen, Butan, Buten oder auch Ether-Verbindungen wie Dimethylether (DME). Flüssiggas kann in Fahrzeugen mit Ottomotor benutzt werden, der Aufwand für die Nachrüstung ist dabei gering. Aufgrund des geringen Speicherdrucks können die Tanks bei PKWs torusförmig sein und anstelle des Ersatzrades verbaut werden, wodurch die Gesamtreichweite des Fahrzeugs bei unverändertem Kofferraum deutlich steigt, da der originale Benzintank erhalten bleibt. Im Unterschied zu Methan oder daraus abgeleiteten Kraftstoffen wie DME beträgt die CO2-Einsparung bei Autogas 10–15 %, die Schadstoffemissionen sinken im Vergleich zum Benzinbetrieb drastisch. Methan kann auch direkt aus Biogas oder Holzgas gewonnen werden, während die Bestandteile von Autogas (Propan und Butan) Beiprodukte der Destillation von Erdöl, beispielsweise bei der Benzinherstellung sind. Sie sind damit endliche Energiequellen, dennoch muss zu ihrer Gewinnung kein zusätzliches Erdöl gefördert werden. Man kann gewissermaßen von Abfallprodukten der Benzin- und Dieselgewinnung sprechen.
Pflanzenölkraftstoff
Pflanzenöl kann im Dieselmotor anstelle von Dieselöl verwendet werden. Es besitzt jedoch die Neigung zu verharzen und ist bei Kälte nicht mehr fließfähig. Das Beheben dieser Probleme führte zur Entwicklung von Biodiesel.
Anmerkungen
Heute werden alternative Antriebe auch für ineffiziente Fahrzeugkonzepte wie Sport-Geländewagen benutzt. Damit treten zwar relative Verbesserungen ein, es werden jedoch im Vergleich zu vernünftigen Fahrzeugkonzepten keine Umwelt- und Nachhaltigkeitseffekte erzielt. Insbesondere eine immer stärkere Motorisierung macht durch Effizienzverbesserungen und alternative Antriebskonzepte erzielbare Nachhaltigkeit zunichte.

## Weitere Konzepte
Hier werden noch eine Reihe anderer Konzepte aufgeführt, weil sie auch alternative Antriebe im Sinne dieses Lemmas darstellen. Man muss jedoch davon ausgehen, dass hiermit keinerlei wirtschaftliche Relevanz im Automobilsektor verbunden ist, sei es aus technischen oder wirtschaftlichen Gründen. In anderen Sektoren können jedoch durchaus Nischenanwendungen mit solchen Konzepten abgedeckt werden, beispielsweise bei der stationären Energieerzeugung oder in Bereichen, die kritisch bzgl. der Abgaserzeugung sind.
- Gasexpansionsmotor
- Wärmekraftmaschinen mit äußerer Verbrennung (Ericssonmotor, Stirlingmotor, Vakuummotor)
- Druckluftauto
- Vielstoffmotor
- Holzgasmotor
- Elektro-Schubanhänger

### Hubkolbenmotoren
- Stelzer-Motor
- Scuderi-Motor

## Anforderungen für den Einsatz alternativer Antriebe
Um kostspielige Fehlinvestitionen zu vermeiden, müssen besonders bei gewerblich genutzten Flotten die Technologien auf den Anwendungsfall abgestimmt werden, da sie selten alle Vorteile des Verbrennungsmotors zugleich in sich vereinigen. Die wesentlichsten Kriterien sind:
- Reichweite
- maximale Leistung (Beschleunigung, Steigungen)
- Stabilität bzw. Konstanz der gespeicherten bzw. an Bord vorgehaltenen Energie
- akzeptable Tankprozedur in Bezug auf Sicherheit, Dauer und Wirkungsgrad der Gesamtenergiekette von der Quelle bis zum Rad
- Sicherheit für Insassen und Umgebung